# FC Huchting
Der FC Huchting (Fußball-Club Huchting e. V.) ist ein Fußballverein aus dem Bremer Stadtteil Huchting. Der Verein wurde am 1. April 1953 gegründet. Die erste Frauenmannschaft nahm zweimal am DFB-Pokal teil. Die erste Männermannschaft spielte sechs Jahre lang in der höchsten bremischen Amateurliga.

## Geschichte

### Frauen
Die Frauenmannschaft des FC Huchting schaffte im Jahre 1992 den Aufstieg in die seinerzeit zweitklassige Oberliga Nord. Nach nur einem Jahr und einem Sieg musste die Mannschaft als Tabellenletzter wieder absteigen. 1998 und 1999 qualifizierten sich die Huchtingerinnen für den DFB-Pokal. Bei der ersten Teilnahme unterlag der FC Huchting dem Bundesligisten FFC Heike Rheine mit 0:10. Ein Jahr später unterlag das Team in der Qualifikation dem FTSV Lorbeer Rothenburgsort mit 1:5. Nach mehreren Jahren in der Landesliga wurde die Mannschaft während der Saison 2014/15 zurückgezogen.

### Männer
Die Männer des FC Huchting schafften 1953 erstmals und dann 1969 den Aufstieg in die Landesliga als damals höchste bremischen Amateurliga. 1969 folgte der Abstieg. Im Saisonverlauf verlor die Mannschaft bei den Amateuren von Bremerhaven 93 mit 5:13. Der Wiederaufstieg folgte 1981. Nach einem vierten Platz in der Aufstiegssaison ging es 1983 wieder eine Klasse nach unten. Der dritte Aufstieg ins bremische Oberhaus folgte 1989. Drei Jahre später stiegen die Huchtinger wieder ab; unter anderem verlor das Team beim KSV Vatan Sport Bremen mit 1:10. In den folgenden Jahren pendelten die Huchtinger zwischen Landesliga und Bezirksliga. Seit 2015 spielt der FC Huchting in der Bezirksliga und seit 2020 in der Landesliga.

## Persönlichkeiten
- Karim Bellarabi, Mittelstürmer in der Jugendmannschaft von Huchting
- Björn Fecker, Präsident des Bremer Fußball-Verbandes, Vereinsvorsitzender sowie Fraktionsvorsitzender und MdBB (Grüne)
- Manjou Wilde, 1999 bis 2010 Spielerin in Huchting